# Списак министара вера Србије
На овој страни налази се списак министара вера у Влади Србије.

## Кнежевина Србија(1862–1882)
| Слика | Почетак мандата   | Крај мандата      | Име и презиме (година рођења и смрти) | Белешка                                                                                           |
| ----- | ----------------- | ----------------- | ------------------------------------- | ------------------------------------------------------------------------------------------------- |
|       | 9. јануар 1862.   | 13. јануар 1868.  | Коста Цукић (1826–1879)               | министар просвете и црквених дела у другој влади Илије Гарашанина и првој влади Николе Христића   |
|       | 13. јануар 1868.  | 3. јул 1868.      | Димитрије Црнобарац (1818–1872)       | министар просвете и црквених дела у првој влади Николе Христића                                   |
|       | 3. јул 1868.      | 5. октобар 1868.  | Панта Јовановић                       | вршилац дужности министра просвете и црквених дела у влади Ђорђа Ценића                           |
|       | 5. октобар 1868.  | 22. август 1872.  | Димитрије Матић (1821–1884)           | министар просвете и црквених дела у влади Ђорђа Ценића и влади Радивоја Милојковића               |
|       | 22. август 1872.  | 3. март 1873.     | Стојан Вељковић (1831–1925)           | вршилац дужности министра просвете и црквених дела у влади Миливоја Петровића Блазнаваца          |
|       | 3. март 1873.     | 14. април 1873.   | Коста Јовановић (1832–1895)           | министар просвете и црквених дела у влади Миливоја Петровића Блазнаваца                           |
|       | 14. април 1873.   | 3. новембар 1873. | Стојан Новаковић (1842–1915)          | министар просвете и црквених дела у првој влади Јована Ристића                                    |
|       | 3. новембар 1873. | 7. децембар 1874. | Филип Христић (1819–1905)             | министар просвете и црквених дела у влади Јована Мариновића                                       |
|       | 7. децембар 1874. | 31. август 1875.  | Стојан Новаковић (1842–1915)          | министар просвете и црквених дела у влади Аћима Чумића и влади Данила Стефановића                 |
|       | 31. август 1875.  | 8. октобар 1875.  | Алимпије Васиљевић (1831–1911)        | министар просвете и црквених дела у првој влади Стевче Михаиловића                                |
|       | 8. октобар 1875.  | 6. мај 1876.      | Стојан Бошковић                       | министар просвете и црквених дела у влади Љубомира Каљевића                                       |
|       | 6. мај 1876.      | 20. март 1879.    | Алимпије Васиљевић (1831–1911)        | министар просвете и црквених дела у другој влади Стевче Михаиловића и другој влади Јована Ристића |
|       | 20. март 1879.    | 17. јун 1880.     | Стојан Бошковић                       | министар просвете и црквених дела у другој влади Јована Ристића                                   |
|       | 17. јун 1880.     | 2. новембар 1880. | Алимпије Васиљевић (1831–1911)        | министар просвете и црквених дела у другој влади Јована Ристића                                   |
|       | 2. новембар 1880. | 6. март 1882.     | Стојан Новаковић (1842–1915)          | министар просвете и црквених дела у влади Милана Пироћанца                                        |

## Краљевина Србија(1882–1918)
| Слика | Почетак мандата     | Крај мандата        | Име и презиме (година рођења и смрти) | Белешка |
| ----- | ------------------- | ------------------- | ------------------------------------- | --- |
|       | 6. март 1882.       | 3. октобар 1883.    | Стојан Новаковић (1842–1915)          | министар просвете и црквених дела у влади Милана Пироћанца |
|       | 3. октобар 1883.    | 19. фебруар 1884.   | Ђорђе Р. Пантелић                     | вршилац дужности министра просвете и црквених дела у другој влади Николе Христића |
|       | 19. фебруар 1884.   | 21. октобар 1884.   | Димитрије Маринковић (1835–1911)      | вршилац дужности министра просвете и црквених дела у првој влади Милутина Гарашанина |
|       | 21. октобар 1884.   | 4. април 1886.      | Стеван Д. Поповић                     | министар просвете и црквених дела у првој и другој влади Милутина Гарашанина |
|       | 4. април 1886.      | 13. јун 1887.       | Милан Кујунџић Абердар (1842–1893)    | министар просвете и црквених дела у трећој влади Милутина Гарашанина |
|       | 13. јун 1887.       | 31. децембар 1887.  | Алимпије Васиљевић (1831–1911)        | министар просвете и црквених дела у трећој влади Јована Ристића |
|       | 31. децембар 1887.  | 26. април 1888.     | Глиша Гершић                          | министар просвете и црквених дела у првој влади Саве Грујића |
|       | 26. април 1888.     | 7. март 1889.       | Владан Ђорђевић (1844–1930)           | министар просвете и црквених дела у трећој влади Николе Христића и влади Косте Протића |
|       | 7. март 1889.       | 28. март 1890.      | Светозар Милосављевић                 | министар просвете и црквених дела у другој влади Саве Грујића |
|       | 28. март 1890.      | 13. мај 1890.       | Михаило Вујић (1853–1913)             | вршилац дужности министра просвете и црквених дела у трећој влади Саве Грујића |
|       | 13. мај 1890.       | 21. август 1892.    | Андра Николић (1853–1918)             | министар просвете и црквених дела у трећој влади Саве Грујића и првој и другој влади Николе Пашића |
|       | 21. август 1892.    | 7. јануар 1893.     | Јован Бошковић                        | министар просвете и црквених дела у првој влади Јована Авакумовића |
|       | 7. јануар 1893.     | 16. јануар 1893.    | Коста Алковић (1834–1909)             | вршилац дужности министра просвете и црквених дела у првој влади Јована Авакумовића |
|       | 16. јануар 1893.    | 16. април 1893.     | Јован Ђорђевић (1826–1900)            | министар просвете и црквених дела у првој влади Јована Авакумовића |
|       | 13. април 1893.     | 5. децембар 1893.   | Лазар Докић (1845–1893)               | министар просвете и црквених дела у првој и другој влади Лазара Докића |
|       | 5. децембар 1893.   | 24. јануар 1894.    | Миленко Веснић (1863–1921)            | министар просвете и црквених дела у четвртој влади Саве Грујића |
|       | 24. јануар 1894.    | 1. фебруар 1894.    | Андра Ђорђевић (1854–1914)            | вршилац дужности министра просвете и црквених дела у првој влади Ђорђа Симића |
|       | 1. фебруар 1894.    | 2. април 1894.      | Димитрије Нешић (1836–1904)           | министар просвете и црквених дела у првој влади Ђорђа Симића |
|       | 2. април 1894.      | 27. октобар 1894.   | Андра Ђорђевић (1854–1914)            | министар просвете и црквених дела у влади Светомира Николајевића |
|       | 27. октобар 1894.   | 4. новембар 1894.   | Михаило К. Ђорђевић                   | вршилац дужности министра просвете и црквених дела у четвртој влади Николе Христића |
|       | 4. новембар 1894.   | 7. јул 1895.        | Љубомир Клерић (1844–1910)            | министар просвете и црквених дела у четвртој влади Николе Христића |
|       | 7. јул 1895.        | 19. децембар 1896.  | Љубомир Ковачевић (1848–1918)         | министар просвете и црквених дела у првој влади Стојана Новаковића |
|       | 19. децембар 1896.  | 29. децембар 1896.  | Арон Нинчић                           | вршилац дужности министра просвете и црквених дела у првој влади Стојана Новаковића |
|       | 29. децембар 1896.  | 23. октобар 1897.   | Андра Николић (1853–1918)             | министар просвете и црквених дела у другој влади Ђорђа Симића |
|       | 23. октобар 1897.   | 25. јул 1900.       | Андра Ђорђевић (1854–1914)            | министар просвете и црквених дела у влади Владана Ђорђевића |
|       | 25. јул 1900.       | 10. мај 1901.       | Павле Маринковић (1866–1925)          | министар просвете и црквених дела у првој и другој влади Алексе Јовановића и првој влади Михаила Вујића |
|       | 10. мај 1901.       | 17. фебруар 1902.   | Љубомир Ковачевић (1848–1918)         | министар просвете и црквених дела у првој влади Михаила Вујића |
|       | 17. фебруар 1902.   | 20. октобар 1902.   | Драгутин Стаменковић                  | министар просвете и црквених дела у првој и другој влади Михаила Вујића |
|       | 20. октобар 1902.   | 19. новембар 1902.  | Миленко Марковић                      | министар просвете и црквених дела у првој влади Петра Велимировића |
|       | 19. новембар 1902.  | 3. мај 1903.        | Лука Лазаревић (1857–1936)            | министар просвете и црквених дела у првој и другој влади Димитрија Цинцар-Марковића |
|       | 3. мај 1903.        | 11. јун 1903.       | Живан Живановић (1852–1931)           | министар просвете и црквених дела у другој влади Димитрија Цинцар-Марковића |
|       | 11. јун 1903.       | 15. август 1903.    | Љубомир Стојановић (1860–1930)        | министар просвете и црквених дела у другој и трећој влади Јована Авакумовића |
|       | 15. август 1903.    | 4. октобар 1903.    | Добра Ружић (1854–1918)               | министар просвете и црквених дела у трећој влади Јована Авакумовића |
|       | 4. октобар 1903.    | 8. фебруар 1904.    | Љубомир Стојановић (1860–1930)        | министар просвете и црквених дела у петој влади Саве Грујића |
|       | 8. фебруар 1904.    | 10. децембар 1904.  | Љубомир Давидовић (1863–1940)         | министар просвете и црквених дела у шестој влади Саве Грујића |
|       | 10. децембар 1904.  | 29. мај 1905.       | Андра Николић (1853–1918)             | министар просвете и црквених дела у трећој влади Николе Пашића |
|       | 29. мај 1905.       | 12. август 1905.    | Јован Жујовић (1856–1936)             | министар просвете и црквених дела у првој влади Љубомира Стојановића |
|       | 12. август 1905.    | 30. април 1906.     | Љубомир Стојановић (1860–1930)        | министар просвете и црквених дела у другој влади Љубомира Стојановића и седмој влади Саве Грујића |
|       | 30. април 1906.     | 24. фебруар 1909.   | Андра Николић (1853–1918)             | министар просвете и црквених дела у четвртој, петој и шестој влади Николе Пашића и другој влади Петра Велимировића |
|       | 24. фебруар 1909.   | 24. октобар 1909.   | Љубомир Стојановић (1860–1930)        | министар просвете и црквених дела у другој влади Стојана Новаковића |
|       | 24. октобар 1909.   | 25. септембар 1910. | Јован Жујовић (1856–1936)             | министар просвете и црквених дела у седмој влади Николе Пашића |
|       | 25. септембар 1910. | 7. јул 1911.        | Јаша Продановић (1867–1948)           | вршилац дружности министра просвете и црквених дела у седмој влади Николе Пашића |
|       | 7. јул 1911.        | 5. децембар 1914.   | Љубомир Јовановић (1865–1928)         | министар просвете и црквених дела у првој и другој влади Милована Миловановића, влади Марка Трифковића и осмој влади Николе Пашића |
|       | 5. децембар 1914.   | 23. јун 1917.       | Љубомир Давидовић (1863–1940)         | министар просвете и црквених послова у деветој влади Николе Пашића |
|       | 23. јун 1917.       | 13. јул 1917.       | Момчило А. Нинчић (1876–1949)         | вршилац дужности министра просвете и црквених послова у десетој влади Николе Пашића |
|       | 13. јул 1917.       | 16. новембар 1918.  | Милош Трифуновић                      | министар просвете и вера у десетој и једанаестој влади Николе Пашића |
|       | 16. новембар 1918.  | 1. децембар 1918.   | Љубомир Давидовић (1876–1949)         | министар просвете и вера у дванаестој влади Николе Пашића. Након стварања Краљевине СХС 1. децембра 1918, влада је наставила одмах да функционише као прва влада Краљевине СХС па је Љубомир Давидовић био први Министар просвете и вера Краљевине СХС |

## Република Србија(1991–2012)
| Слика | Почетак мандата   | Крај мандата      | Име и презиме (Године рођења и смрти) | Странка                    | Белешка |
| ----- | ----------------- | ----------------- | ------------------------------------- | -------------------------- | --- |
|       | 11. фебруар 1991. | 24. март 1998.    | Драган Драгојловић (1941–)            |                            | Министар вера у влади Драгутина Зеленовића, влади Радомана Божовића, влади Николе Шаиновића и првој влади Мирка Марјановића |
|       | 24. март 1998.    | 24. октобар 2000. | Милован Радовановић (1954–)           |                            | Министар вера у другој влади Мирка Марјановића                                                                              |
|       | 24. октобар 2000. | 25. јануар 2001.  | Гордана Аничић (1944–)                |                            | Министар вера у прелазној влади Миломира Минића                                                                             |
|       | 25. јануар 2001.  | 3. март 2004.     | Војислав Миловановић (1947–)          |                            | Министар вера у влади Зорана Ђинђића и влади Зорана Живковића                                                               |
|       | 3. март 2004.     | 15. мај 2007.     | Милан Радуловић (1948–2017)           |                            | Министар вера у првој влади Војислава Коштунице                                                                             |
|       | 15. мај 2007.     | 7. јул 2008.      | Радомир Наумов (1946–2015)            | Демократска странка Србије | Министар вера у другој влади Војислава Коштунице                                                                            |
|       | 7. јул 2008.      | 27. јул 2012.     | Богољуб Шијаковић (1955–)             |                            | Министар вера у влади Мирка Цветковића                                                                                      |

## Напомена
- Од јануара 1862, када је уведен ресор министарства вера, до децембра 1918, када је Србија ушла у састав Краљевине СХС, министарство вера је функционисало у оквиру министарства просвете.
- У Србији под немачком окупацијом за време Другог светског рата и у СР Србији од завршетка рата све до фебруара 1991. када је формирана влада Драгутина Зеленовића након првих вишестраначких избора после Другог светског рата, само министарство вера није постојало.
- Након формирање владе Ивице Дачића у јулу 2012, ресор министарства вера у Влади Србије више не постоји.